# 科扎尼专区
科扎尼专区（希臘語：Περιφερειακή Ενότητα Κοζάνης），是希腊西马其顿大区的一个专区。首府为科扎尼。专区面积为1,720平方公里，2011年人口数量为46,048人。

## 行政
科扎尼州最初成立于1941年。在2011年卡利克拉提斯改革方案中，希腊所有州份被取消。原科扎尼州作为整体设立为科扎尼专区。科扎尼专区下分为5个市镇（括号内为地图中的数字）：
- 科扎尼（1）
- 埃奥尔泽亚（2）
- 沃伊奥（3）
- 塞尔维亚（4）
- 韦尔文多斯（5）